# Let's Go to Prison - Un principiante in prigione
Let's Go to Prison - Un principiante in prigione (Let's Go to Prison) è un film commedia del 2006 diretto da Bob Odenkirk.

## Trama
Dopo aver scontato tre pene detentive, il recidivo John Lyshitski trama vendetta contro il giudice Nelson Biederman III, un giudice severo che ha presieduto ciascuno dei suoi processi, infliggendogli pene severe. John chiama il tribunale per determinare quando presiederà il prossimo caso, solo per scoprire che è morto tre giorni prima del rilascio di John.
John sposta la sua attenzione sul figlio odioso del defunto giudice, Nelson Biederman IV. In occasione di una cerimonia di dedica al giudice Biederman, si introduce nell'auto di Nelson, svuotandone l'inalatore d'emergenza. Dopo la cerimonia, John pedina Nelson nel suo furgone; un Nelson iperventilante cerca freneticamente tra gli scaffali di una farmacia un nuovo inalatore, con il suo comportamento erratico che fa credere ai proprietari che sia un drogato e lo scambiano per un rapinatore violento. Arriva la polizia e arresta Nelson. John è euforico che Nelson sia caduto nel sistema giudiziario penale in cui lui ha sofferto per così tanto tempo per mano del padre di Nelson.
Nelson viene accusato di aggressione con circostanze aggravanti. Esigendo che la Fondazione Biederman lo assolva, il consiglio quasi acconsente, prima di decidere di fornire a Nelson un team di difesa grossolanamente incompetente al processo. La giuria incompetente ritrova Nelson colpevole ed egli viene condannato a tre-cinque anni di prigione statale. John, non soddisfatto che Nelson vada semplicemente in prigione, decide di raggiungerlo lì vendendo intenzionalmente stupefacenti a degli agenti sotto copertura. Al suo processo di fronte alla stessa giudice che ha avuto Nelson, John si dichiara colpevole e la convince a condannarlo a tre-cinque anni nella stessa prigione di Nelson.
John diventa il compagno di cella di Nelson, finge di essere suo amico e dà a Nelson terribili consigli su come sopravvivere in prigione. Nonostante sia un prigioniero inesperto e non indurito, Nelson riesce a uscire da molte situazioni create dalle false informazioni di John. Incontra il leader dei G-Lords, Barry, un uomo gay imponente e muscoloso che lo costringe a una relazione. Nonostante la sua apparenza intimidatoria, Barry è un romantico sensibile, che fornisce ai potenziali partner romantici il suo miglior Merlot fatto in bagno.
Nelson fa arrabbiare il leader della gang suprematista bianca Lynard spiandolo su un prigioniero che ha pugnalato, che promette di ucciderlo dopo essere stato gettato nel buco. Dopo che Lynard è stato rilasciato, Nelson acquista una siringa contenente sostanze chimiche mortali, per suicidarsi; prima che possa farlo, Lynard lo attacca nella sua cella. La siringa cade dalla tasca di Nelson, Lynard presume che sia eroina e se la inietta, uccidendosi accidentalmente, e Nelson guadagna il rispetto e l'autorità sul Regno Bianco.
Nelson raggiunge la sua udienza di libertà condizionale di un anno relativamente illeso, e come nuovo leader della gang suprematista bianca per aver "ucciso" Lynard. Nelson, che inizialmente si sottomette ad essere il partner di Barry per paura, finisce per prendergli affetto, giocando di buon grado con la "relazione" per renderlo felice. Nelson protegge anche Barry dai vecchi scagnozzi di Lynard, che ora gli sono fedeli.
Frustrato dal rispetto appena acquisito di Nelson, John droga Nelson e gli tatua in fronte "potere bianco", causando non solo la negazione della libertà condizionale di Nelson, ma la raccomandazione di far scontare a Nelson l'intera pena. Furioso, Nelson affronta John, che ammette di aver incastrato Nelson, rendendo chiaro che era suo padre a fare di John l'uomo che era, e si sfidano. Shanahan e le sue guardie intervengono e organizzano un match a morte tra i due prigionieri.
Quando arriva il combattimento, John e Nelson si iniettano a vicenda un farmaco che induce il coma. Le guardie e i prigionieri credono che siano morti e li seppelliscono. Poco prima del match a morte, Nelson aveva adottato legalmente Barry, che è stato liberato sulla parola, per cui riprende il controllo della Fondazione Biederman. Barry usa i fondi della Fondazione Biederman per corrompere il medico legale per saltare l'autopsia e poi dissotterra John e Nelson. John, Nelson e Barry iniziano un nuovo capitolo della vita, avviando una cantina (il prodotto è "vino da toilette"). 